# I Flintstones incontrano Rockula e Frankenstone
I Flintstones incontrano Rockula e Frankenstone (The Flintstones Meet Rockula and Frankenstone) è uno speciale di Halloween USA del 1979 prodotto da Hanna-Barbera. In Italia fu trasmesso su Italia 1 alla fine degli anni novanta da Bim bum bam. Il film è conosciuto anche come I Flintstones a Rocksylvania.

## Doppiatori
| Personaggio                    | Doppiatore originale | Doppiatore italiano |  |
| ------------------------------ | -------------------- | ------------------- |  |
| Fred Flintstone                | Henry Corden         | Mario Zucca         |  |
| Barney Rubble                  | Mel Blanc            | Diego Sabre         |  |
| Wilma Flintstone               | Jean Vander Pyl      | Elda Olivieri       |  |
| Betty Rubble                   | Gay Autterson        | ?                   |  |
| Conte Rockula                  | John Stephenson      | ?                   |  |
| Frankenstone                   | Ted Cassidy          | ?                   |  |
| Dino                           | Mel Blanc            |                     |  |
| Frau G. (Gladys la governante) | Jean Vander Pyl      | ?                   |  |
| Monty Marble                   | Casey Kasem          | ?                   |  |
| Igor (Charlie l'autista), lupo | Don Messick          | ?                   |  |
| Signor Silica; Pipistrello     | Lennie Weinrib       | ?                   |  |